# Condado de Hinsdale
El condado de Hinsdale (en inglés: Hinsdale County), fundado en 1874, es uno de los 64 condados del estado estadounidense de Colorado. En el año 2000 tenía una población de 790 habitantes con una densidad poblacional de 0.3 personas por km². La sede del condado es Lake City.

## Geografía
Según la Oficina del Censo, el condado tiene un área total de 2909 km² (1123,2 mi²), de la cual 2895 km² (1117,8 mi²) es tierra y 14 km² (5,4 mi²) (0.49%) es agua.

### Condados adyacentes
- Condado de Gunnison - norte
- Condado de Saguache - noreste
- Condado de Mineral - este
- Condado de Archuleta - sureste
- Condado de La Plata - suroeste
- Condado de San Juan - oeste
- Condado de Ouray - noroeste

## Demografía
En el 2000 la renta per cápita promedia del condado era de $37 279, y el ingreso promedio para una familia era de $42 159. En 2000 los hombres tenían un ingreso per cápita de $26 210 versus $23 750 para las mujeres. El ingreso per cápita para el condado era de $22 360. Alrededor del 7.2% de la población estaba bajo el umbral de pobreza nacional.

## Ciudades y pueblos
- Henson
- Lake City